# Temaxcalapa de Gabino Barreda
Temaxcalapa de Gabino Barreda är en ort i Mexiko.   Den ligger i kommunen Chietla och delstaten Puebla, i den sydöstra delen av landet, 110 km sydost om huvudstaden Mexico City. Temaxcalapa de Gabino Barreda ligger 1 140 meter över havet och antalet invånare är 635.
Terrängen runt Temaxcalapa de Gabino Barreda är varierad. Runt Temaxcalapa de Gabino Barreda är det ganska tätbefolkat, med 120 invånare per kvadratkilometer. Närmaste större samhälle är Izúcar de Matamoros, 16,1 km öster om Temaxcalapa de Gabino Barreda. Omgivningarna runt Temaxcalapa de Gabino Barreda är en mosaik av jordbruksmark och naturlig växtlighet.